# Campeonato Panamericano de Béisbol Sub-14
El Campeonato Panamericano de Béisbol Sub-14 es organizado por la Confederación Mundial de Béisbol y Sóftbol y la Confederación Panamericana de Béisbol desde el año 1994 en Brasil resultando la Selección de béisbol de Brasil como primer campeón, además la Selección de béisbol de México es el más ganador con 7 títulos.
El torneo se ha realizado anualmente con ausencia en 2006 debido a que se realizó un torneo clasificatorio para la Copa Mundial por parte de la WBSC, y los años 2012 y 2013.

## Historial
| Año          | Sede                         |                | Medalla de oro       | Medalla de plata |  | Medalla de bronce |
| 1994 Detalle | Maringa, Brasil              | Brasil         | Cuba                 | México           |  |                   |
| 1995 Detalle | Saltillo, México             | México         | República Dominicana | Estados Unidos   |  |                   |
| 1996 Detalle | México                       | Cuba           | Brasil               | Colombia         |  |                   |
| 1997 Detalle | Estados Unidos               | Brasil         | Venezuela            | México           |  |                   |
| 1998 Detalle | Cumaná, Venezuela            | México         | Estados Unidos       | Venezuela        |  |                   |
| 1999 Detalle | Puebla, México               | Brasil         | Venezuela            | México           |  |                   |
| 2000 Detalle | Veracruz, México             | Venezuela      | México               | Estados Unidos   |  |                   |
| 2001 Detalle | Veracruz, México             | Venezuela      | Brasil               | Estados Unidos   |  |                   |
| 2002 Detalle | La Guaira, Venezuela         | Cuba           | Venezuela            | Estados Unidos   |  |                   |
| 2003 Detalle | México D.F., México          | México         | Venezuela            | Brasil           |  |                   |
| 2004 Detalle | Salta, Argentina             | México         | Venezuela            | Panamá           |  |                   |
| 2005 Detalle | Aruba                        | México         | Venezuela            | Estados Unidos   |  |                   |
| 2007 Detalle | San Juan, Puerto Rico        | Estados Unidos | Venezuela            | Puerto Rico      |  |                   |
| 2008 Detalle | Carabobo y Aragua, Venezuela | Venezuela      | Panamá               | Brasil           |  |                   |
| 2009 Detalle | Guayaquil, Ecuador           | Estados Unidos | Puerto Rico          | Venezuela        |  |                   |
| 2010 Detalle | Managua, Nicaragua           | Venezuela      | México               | Estados Unidos   |  |                   |
| 2011 Detalle | Yaracuy, Venezuela           | Estados Unidos | Venezuela            | México           |  |                   |
| 2014 Detalle | Managua, Nicaragua           | Venezuela      | México               | Nicaragua        |  |                   |
| 2015 Detalle | Barquisimeto, Venezuela      | Panamá         | Venezuela            | Nicaragua        |  |                   |
| 2016 Detalle | México                       | México         | Panamá               | Brasil           |  |                   |
| 2017 Detalle | Chihuahua, México            | Nicaragua      | México               | Venezuela        |  |                   |
| 2018 Detalle | Tamaulipas, México           | México         | Panamá               | Brasil           |  |                   |

## Medallero
| #  | País                 |   |   |   | Total |
| -- | -------------------- | - | - | - | ----- |
| 1  | México               | 8 | 3 | 4 | 15    |
| 2  | Venezuela            | 5 | 9 | 2 | 16    |
| 3  | Brasil               | 3 | 2 | 4 | 9     |
| 4  | Estados Unidos       | 3 | 1 | 6 | 10    |
| 5  | Panamá               | 1 | 3 | 1 | 5     |
| 6  | Cuba                 | 1 | 1 | 0 | 2     |
| 7  | Nicaragua            | 1 | 0 | 2 | 3     |
| 8  | Puerto Rico          | 0 | 1 | 1 | 2     |
| 9  | República Dominicana | 0 | 1 | 0 | 1     |
| 10 | Colombia             | 0 | 0 | 1 | 1     |